# Prionolabis scaria trifida
Prionolabis scaria trifida is een ondersoort van de tweevleugelige Prionolabis scaria uit de familie steltmuggen (Limoniidae). De soort komt voor in het Nearctisch gebied.